# 俺の空 (腐男塾の曲)
「俺の空」（おれのそら）は2009年3月18日にリリースされた腐男塾の2ndシングル。発売元はインペリアルレコード。

## 概要
通常盤と初回限定盤（乾曜子Ver.）（喜屋武ちあきVer.）（浦えりかVer.）（京本有加Ver.）（虎南有香Ver.）（原田まりるVer.）（新井寛乃Ver.）が発売された。初回限定盤にはDVDが付属している。

## 収録曲

### 通常盤
1. 俺の空
  - 作詞/作曲：はなわ 編曲：成田忍
2. ヤッターマンの歌
  - 作詞：若林一郎 作曲：山本正之  編曲：成田忍
  - 山本正之のカバー。
3. 七常の腐器
  - 作詞/作曲：はなわ 編曲：成田忍

### 初回限定盤
1. 俺の空
2. ヤッターマンの歌
3. いい男
  - 作詞/作曲：はなわ 編曲：成田忍
  - はなわのカバー。